# HAPPY HEADS
『HAPPY HEADS KIYOSHIRO IMAWANO & THE RAZOR SHARPS LIVE IN JAPAN』（ハッピー・ヘッズ）は、忌野清志郎1枚目のライブ・アルバム。1987年6月5日発売。

## 解説
ファースト・アルバム『RAZOR SHARP』発表に伴うツアーを敢行。バンド・メンバーはレコーディング・メンバーを中心に集められ、ベースにはマッドネスのマーク・ベッドフォードが参加。ゲストで梅津和時が「SEMETE (GOING ON THE ROAD)」に参加。
録音は中野サンプラザでの2日間から10曲（LPは9曲）が収録。『RAZOR SHARP』収録曲以外にアルバム未収録「E-JAN」「ちょっと待ってくれ」収録。帯には限定発売表示あり。同内容ライブ・ビデオも発売。2006年、デジタル・リマスターで再発された。

## 収録曲
作詞･作曲：忌野清志郎（特記以外）
1. WATTATA （河を渡った）
（作詞･作曲：忌野清志郎、G2wo、$asuke）
2. RAZOR SHARP・キレル奴
3. RUBY TUESDAY
（作詞･作曲－Mick Jagger, Keith Richards）
4. E-JAN
5. BAKANCE
ヒルビリー・バップスへの提供曲
6. SEMETE (GOING ON THE ROAD)
（作詞･作曲：忌野清志郎、山下洋輔）
LP未収録
7. ぼくの好きな先生 (SENSEI'87)
（作詞：忌野清志郎　作曲：肝沢幅一）
8. AROUND THE CORNER/曲がり角のところで
9. ちょっと待ってくれ・CHOPPED TOMATO PUREE
10. STAND BY ME
（作詞･作曲－Ben E. King, Jerry Leiber, Mike Stoller）
歌詞カードの表記はKing - Glickとなっている